# Gusu
Gusu (chinesisch 姑苏区, Pinyin Gūsū Qū) ist ein Stadtbezirk der ostchinesischen Stadt Suzhou in der Provinz Jiangsu. Er wurde am 10. August 2012 durch die Vereinigung der damaligen Stadtbezirke Canglang, Pingjiang und Jinchang geschaffen. Gusu hat eine Fläche von 361,6 km² und rund 1.649.943 Einwohner (Stand: Zensus 2010). Gusu umfasst das gesamte Stadtzentrum Suzhous, einschließlich der berühmten Altstadt (Venedig des Ostens). Die Stadtregierung von Suzhou hat ihren Sitz in Gusu.

## Administrative Gliederung
Auf Gemeindeebene setzt sich Gusu aus 18 Straßenvierteln und drei Großgemeinden zusammen. Diese sind:
| Straßenviertel Suijin (苏锦街道), Sitz der Regierung des Stadtbezirks; Straßenviertel Baiyangwan (白洋湾街道); Straßenviertel Jinchang (金阊街道); Straßenviertel Chengbei (城北街道); Straßenviertel Fengmen (葑门街道); Straßenviertel Guanqian (观前街道); Straßenviertel Huqiu (虎丘街道); Straßenviertel Liuyuan (留园街道); Straßenviertel Loumen (娄门街道); Straßenviertel Canglang (沧浪街道); | Straßenviertel Pingjiang (平江街道); Straßenviertel Shilu (石路街道); Straßenviertel Shuangta (双塔街道); Straßenviertel Taohuawu (桃花坞街道); Straßenviertel Wumenqiao (吴门桥街道); Straßenviertel Xujiang (胥江街道); Straßenviertel Youxin (友新街道); Straßenviertel Loufeng (娄葑街道); Straßenviertel Shengpu (胜浦街道); Straßenviertel Weiting (唯亭街道); Straßenviertel Xietang (斜塘街道). |

Übergangsweise, bis die drei ehemaligen Stadtbezirke zusammengewachsen sind, wurden von der Regierung des neuen Stadtbezirks vier „Verwaltungskomitees“ (管委会) eingerichtet, denen die Straßenviertel und Großgemeinden unterstehen. Es sind dies: „Neustadt Lancang“ (沧浪新城管委会), „Neustadt Pingjiang“ (平江新城管委会), „Neustadt Jinchang“ (金阊新城管委会) und „Handels- und Geschäftsviertel Nanmen“ (南门商贸区管委会).